# Turismo in Israele

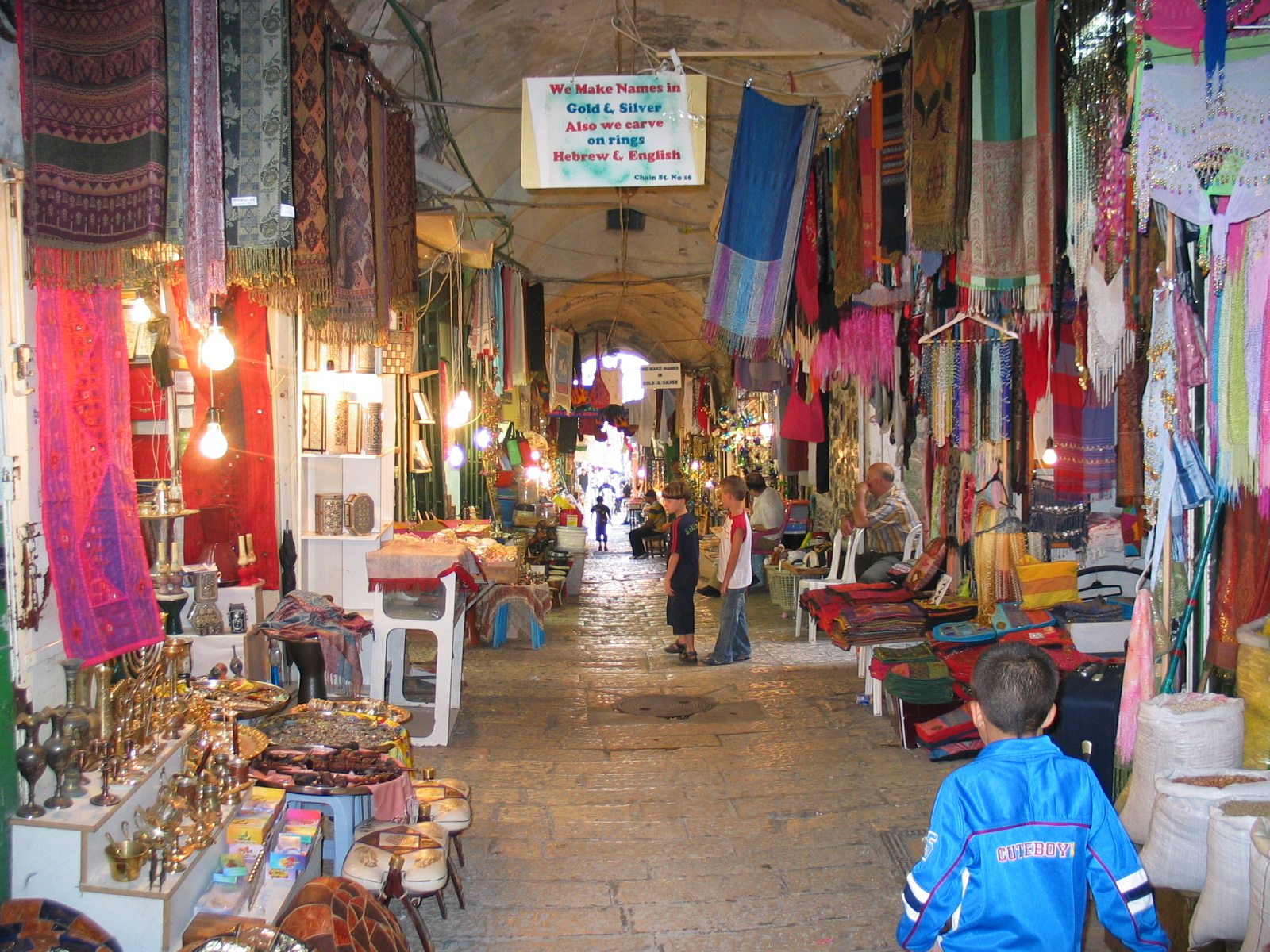
Mercato nella città vecchia di Gerusalemme.

Il turismo in Israele è una delle principali fonti di reddito nazionale, con un record di 3,54 milioni di arrivi nel 2013.
Israele offre una pletora di siti storici e religiosi, stabilimenti balneari, turismo archeologico, il turismo del patrimonio culturale e l'ecoturismo; lo Stato si trova inoltre ad avere il maggior numero di musei pro capite al mondo. Nel 2009, i due siti più visitati sono stati il muro del Pianto e la tomba di Rabbi Shimon bar Yohai, mentre la più popolare attrazione turistica a pagamento sono le rovine di 'Masada'.
La città più visitata è Gerusalemme, e il suo sito più visitato è stato il succitato il Muro Occidentale o "del pianto". La percentuale maggiore di turisti proviene dagli Stati Uniti, che rappresentano il 18% di tutti i turisti, seguita da Russia, Francia, Germania, Regno Unito, Italia, Ucraina, Polonia, Canada, Paesi Bassi e Spagna.

## Città

### Gerusalemme
Gerusalemme è la città più visitata con 3,5 milioni di arrivi turistici all'anno; è uno dei più antichi centri urbani abitati continuativamente del mondo nonché proclamata capitale dello stato e città più grande di Israele, se vengono incluse ad essa anche la superficie e la popolazione di Gerusalemme Est. Si tratta di una città santa per le tre grandi religioni abramitiche - l'ebraismo, il cristianesimo e l'Islam - e ospita una miriade di siti storici, archeologici, religiosi e varie altre attrazioni.
Gerusalemme Ovest è stata costruita principalmente dopo la creazione di Israele nel 1948. Attrazioni turistiche selezionate all'interno di questa zona sono::
- Il quartiere della colonia tedesca, insediamento della "Società del Tempio", con un mix colorato di stili architettonici.
- Mea Shearim, fondata nel XIX secolo e abitata in gran parte da ebrei ultraortodossi haredi, conserva il sapore di uno shtetl dell'Europa orientale.
- Yad Vashem, l'"Holocaust Memorial Museum".
- Ain Karem, il tradizionale luogo di nascita di Giovanni Battista, è uno dei quattro luoghi di pellegrinaggio cristiani più visitati in Israele[7].
- Sion (monte), il luogo di riposo tradizionale del re Davide.
- Monte Scopus, sede dell'Università Ebraica di Gerusalemme e posto a 2710 piedi sul livello del mare, offre una vista panoramica della città. Sia il Monte del Tempio che il Mar Morto sono visibili da questa posizione.

Gerusalemme Est è stata conquistata da Israele nel 1967 a seguito della Guerra dei sei giorni ed è considerata dalla comunità internazionale come esser sotto l'occupazione israeliana, anche se essa è stata annessa nel 1980 sotto la "legge di Gerusalemme" appositamente approvata. È la posizione di:
- La Città Vecchia di Gerusalemme, tradizionalmente divisa in quattro quartieri: quartiere armeno, quartiere cristiano, quartiere musulmano e quartiere ebraico (Gerusalemme). Ancora più importante, il Monte del Tempio (conosciuto in arabo come Haram ash-Sharif, il "Nobile Santuario"), sito dell'antico tempio di Gerusalemme con solo il Muro Occidentale rimanente ai suoi piedi, e ora con la Cupola della Roccia e la moschea al-Aqsa.
- Il Monte degli Ulivi e la valle del Cedron: con il suo belvedere, la Tomba di Assalonne, e altre tombe ebree e cimiteri risalenti a 3000 anni[8][9][10][11]; le chiese del Getsemani, la chiesa di tutte le nazioni, chiesa del Dominus Flevit, e la Chiesa di Maria Maddalena (della Chiesa ortodossa russa). Varie località sono state proposte per essere la tomba di Gesù, tradizionalmente identificata dove sorge attualmente la basilica del Santo Sepolcro; vi è anche il Golgota, la vicina collina dove è stato crocifisso è stata localizzata. Immediatamente a sud del quartiere ebraico si trova la città di David, con scavi archeologici in esecuzione tra cui il tunnel di Ezechia.

## Siti più visitati

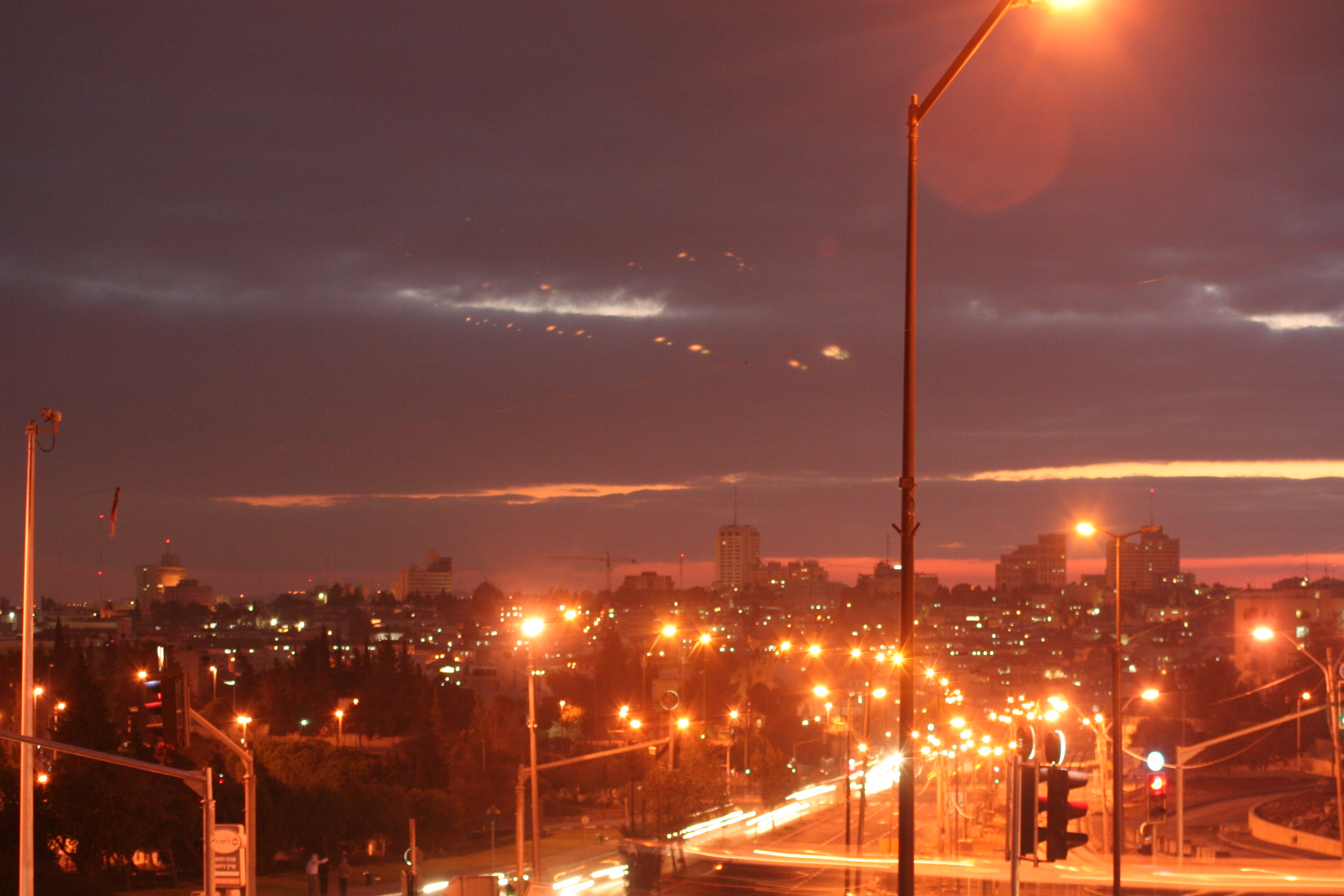
Gerusalemme di notte.

Nel 2009, i due siti più visitati in Israele erano il Muro Occidentale e la tomba di Rabbi Shimon bar Yohai. La più popolare tra le attrazioni turistiche è stata invece lo Zoo Biblico di Gerusalemme.
I migliori siti a pagamento del 2012 sono stati elencati da Dun & Bradstreet Israele in contrasto con i suddetti siti che offrono l'ingresso gratuito.

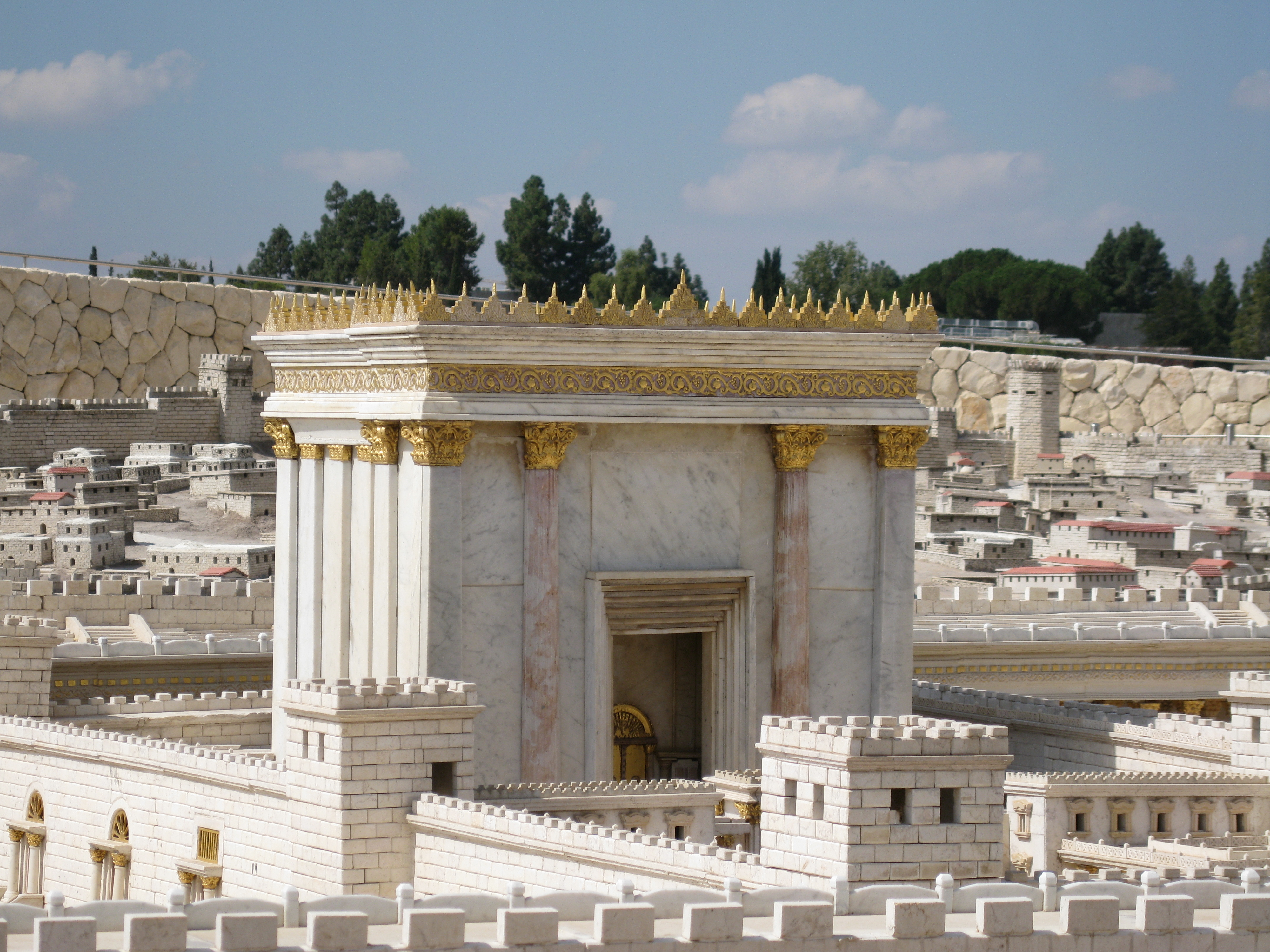
Modello del Secondo Tempio al museo d'Israele.

| Listing | Site                                                     | 2008 Visitors | 2012 Visitors |
| ------- | -------------------------------------------------------- | ------------- | ------------- |
| 1       | Zoo biblico di Gerusalemme                               | 687 647       | 752 000       |
| 2       | Masada                                                   | 721 915       | 724 000       |
| 3       | Centro zoologico di Tel Aviv-Ramat Gan                   | 581 800       | 713 000       |
| 4       | Caesarea                                                 | 713 648       | 670 000       |
| 5       | Banias (Israele)                                         | 430 531       | 561 000       |
| 6       | En Gedi                                                  |               | 471 000       |
| 7       | Hamat Gader                                              | 500 000       | 440 000       |
| 8       | Il parco acquatico Yamit 2000 ad Holon                   | 412533        | 431000        |
| 9       | L'acquario "Coral World Underwater Observatory" ad Eilat | 458 000       | 423 000       |
| 10      | Qumran                                                   | 389 291       | 377 000       |

## Note

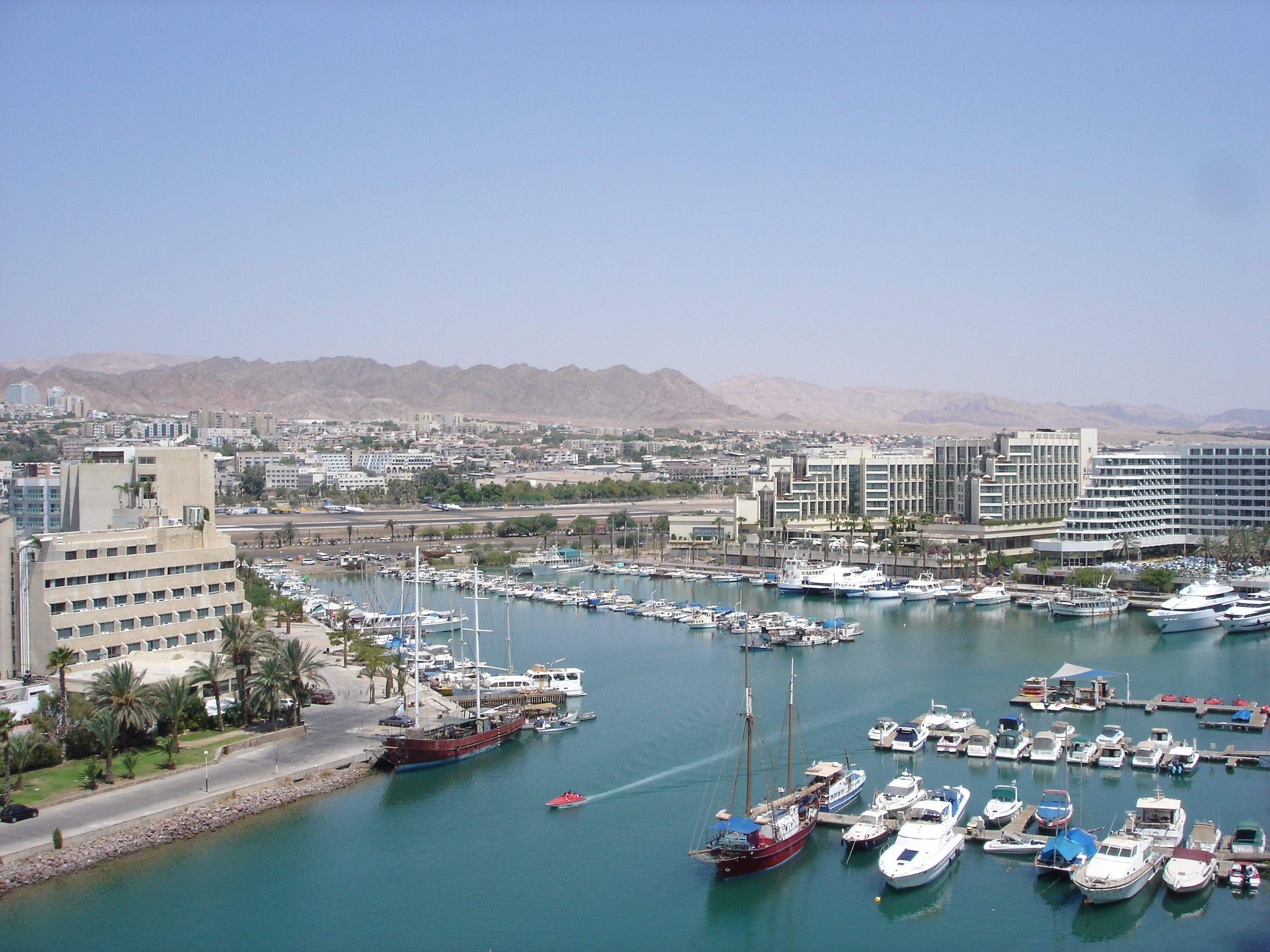
Porto di Eilat.

### Top 21 (2011)

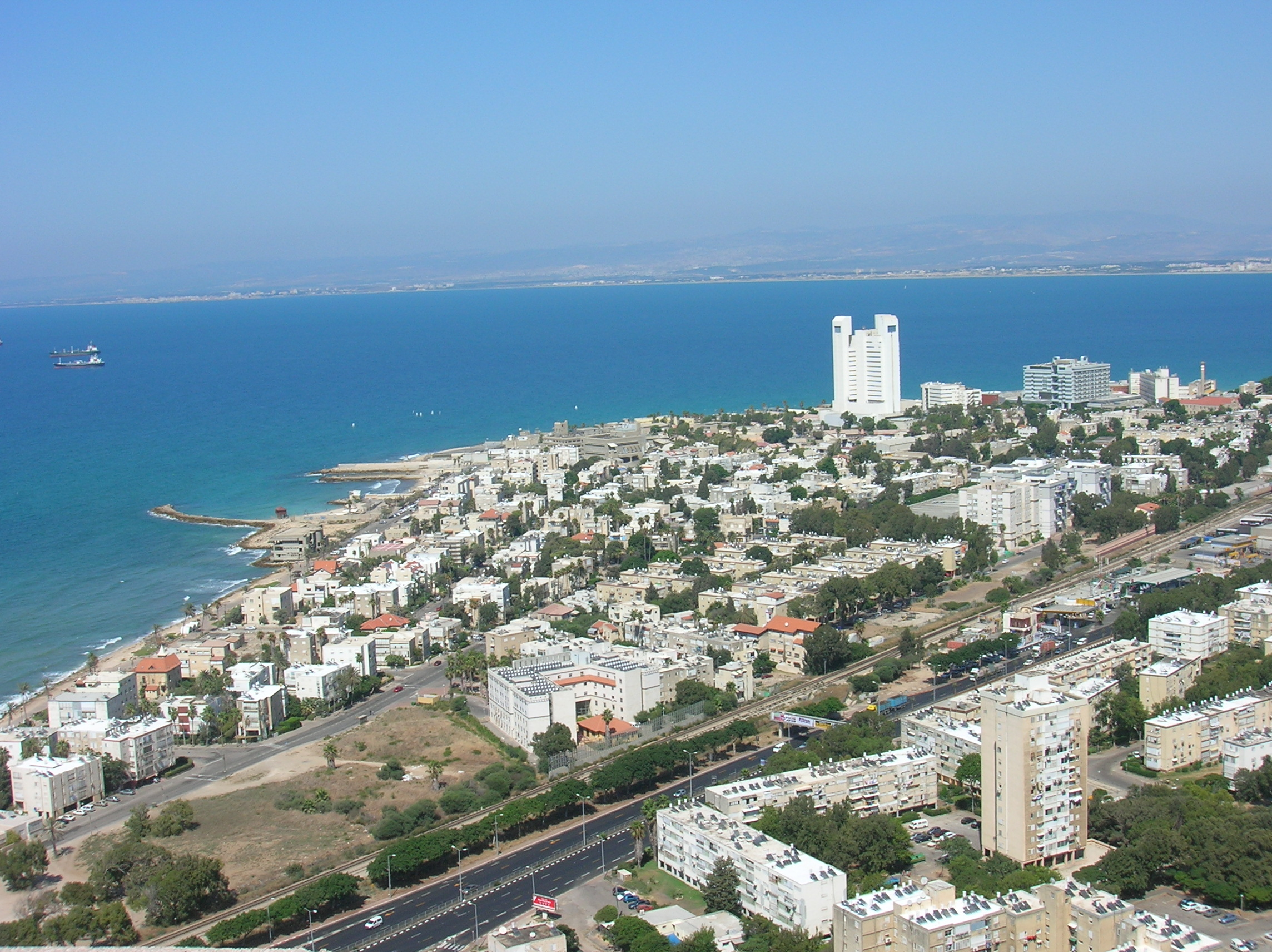
Veduta di Haifa.

- -  Stati Uniti: 633,868
  -  Russia: 491,469
  -  Francia: 300,566
  -  Regno Unito: 221,095
  -  Germania: 220,692
  -  Italia: 151,252
  -  Ucraina: 137,342
  -  Polonia: 95,958
  -  Canada: 76,636
  -  Paesi Bassi: 63,053
  -  Brasile: 56,889
  -  Spagna: 56,204
  -  Nigeria: 45,095
  -  Svizzera: 40,912
  -  Romania: 40,255
  -  India: 38,870
  -  Belgio: 37,039
  -  Austria: 35,166
  -  Australia: 34,203
  -  Argentina: 33,538
  -  Corea del Sud: 32,718